# Vlastimil Růžička
Vlastimil Růžička (27. února 1925, Louny – 29. března 1985, Bratislava) byl československý cyklista a mistr Československa v cyklokrosu.
Na Mistrovství světa v roce 1947 ve Francii, byl členem reprezentačního družstva. Kvůli velkým vedrům ale celé čtyřčlenné družstvo vzdalo. V roce 1953 vyhrál etapu v etapovém závodě Bratislava-Žilina-Ostrava-Praha.
Na mistrovstvích Československa v cyklokrosu obsadil první, druhé i třetí místo.
V letech 1950 až 1957 vyhrál několik etap Závodu míru. V roce 1950 skončil v jednotlivcích celkově na 3 místě a v roce 1954 na 2 místě. V družstvech byl členem vítězného družstva v letecch 1950, 1951 a 1954.
V Bratislavě v místní části Rača se jezdí od roku 2002 Memoriál Vlastimila Ružičku. Dále byl v Bratislavě pojmenován po V. Růžičkovi cyklistický stadion (velodrom) na Cyklistický štadión Vlastimila Ružičku.